# Château de Saint-Paul-d'Oueil
Le château de Saint-Paul-d'Oueil est un château français implanté sur la commune de Saint-Paul-d'Oueil dans le département de la Haute-Garonne, en région Occitanie.
Il fait l'objet d'une protection au titre des monuments historiques.

## Présentation
Le château de Saint-Paul-d'Oueil se situe au sud-ouest du département de la Haute-Garonne, dans le bourg de Saint-Paul-d'Oueil, en bordure de la route départementale 51. C'est une propriété privée.
Le château se présente sous la forme d'un logis rectangulaire orienté nord-sud avec une tourelle d'escalier hexagonale proéminente à l'ouest, percée de fenêtres à meneau simple, et un pavillon, côté sud.

## Histoire
Le château a été bâti au XVIe siècle, à l'époque Renaissance.
Sa tourelle d'escalier est inscrite au titre des monuments historiques depuis le 9 mai 1947.

## Galerie

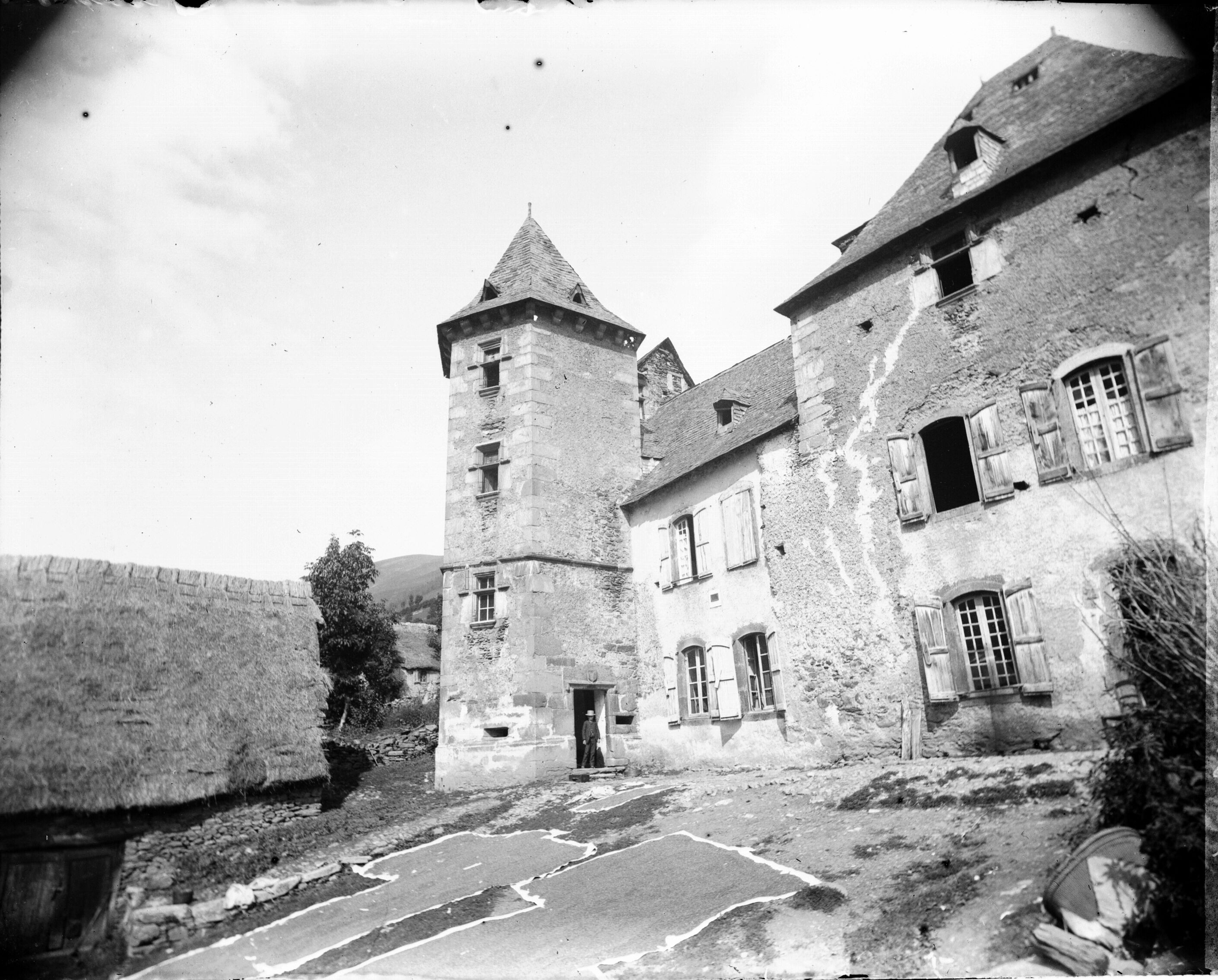
Le château en 1888.
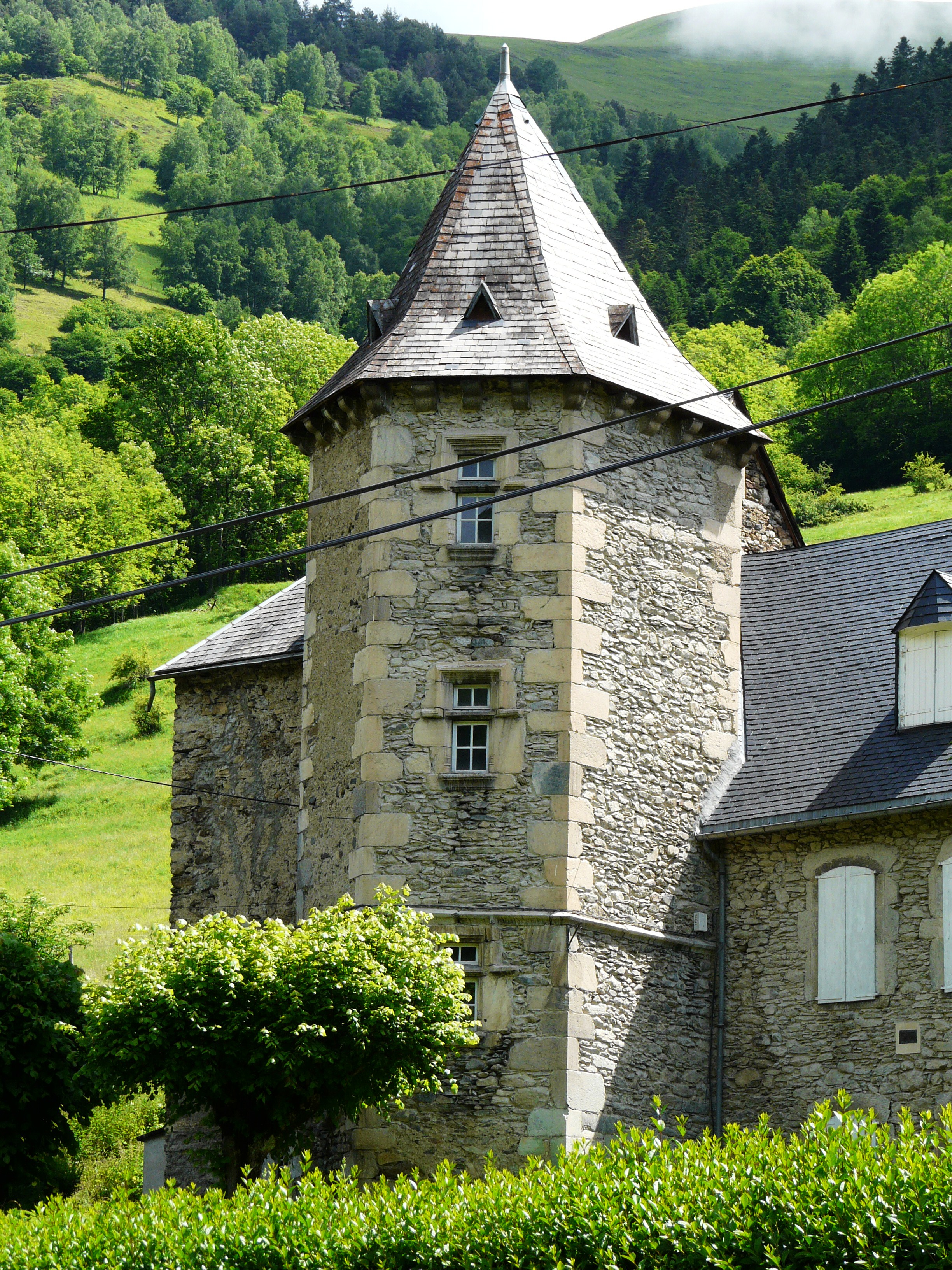
La tourelle d'escalier.
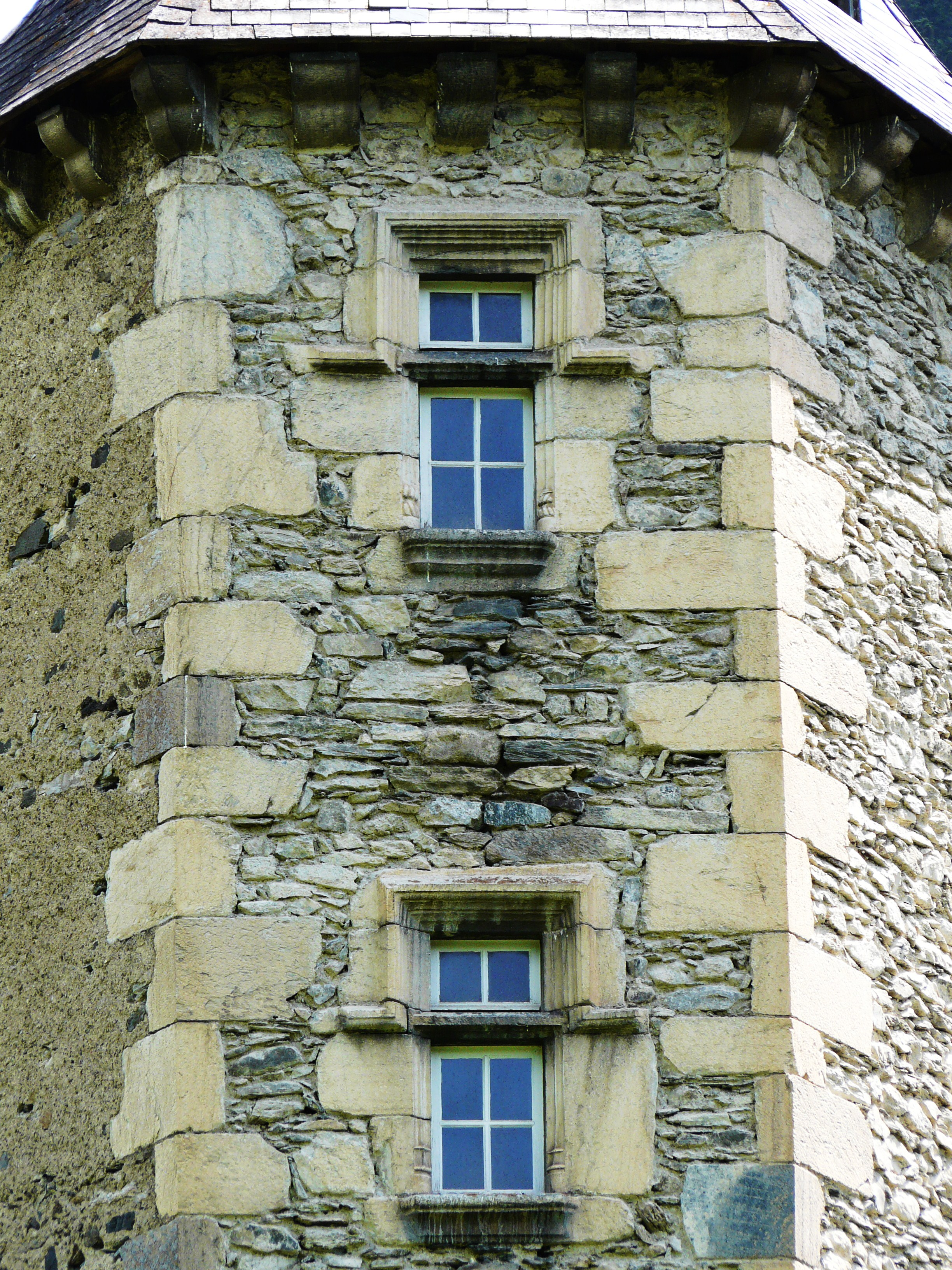
Deux fenêtres à meneau simple de la tourelle.
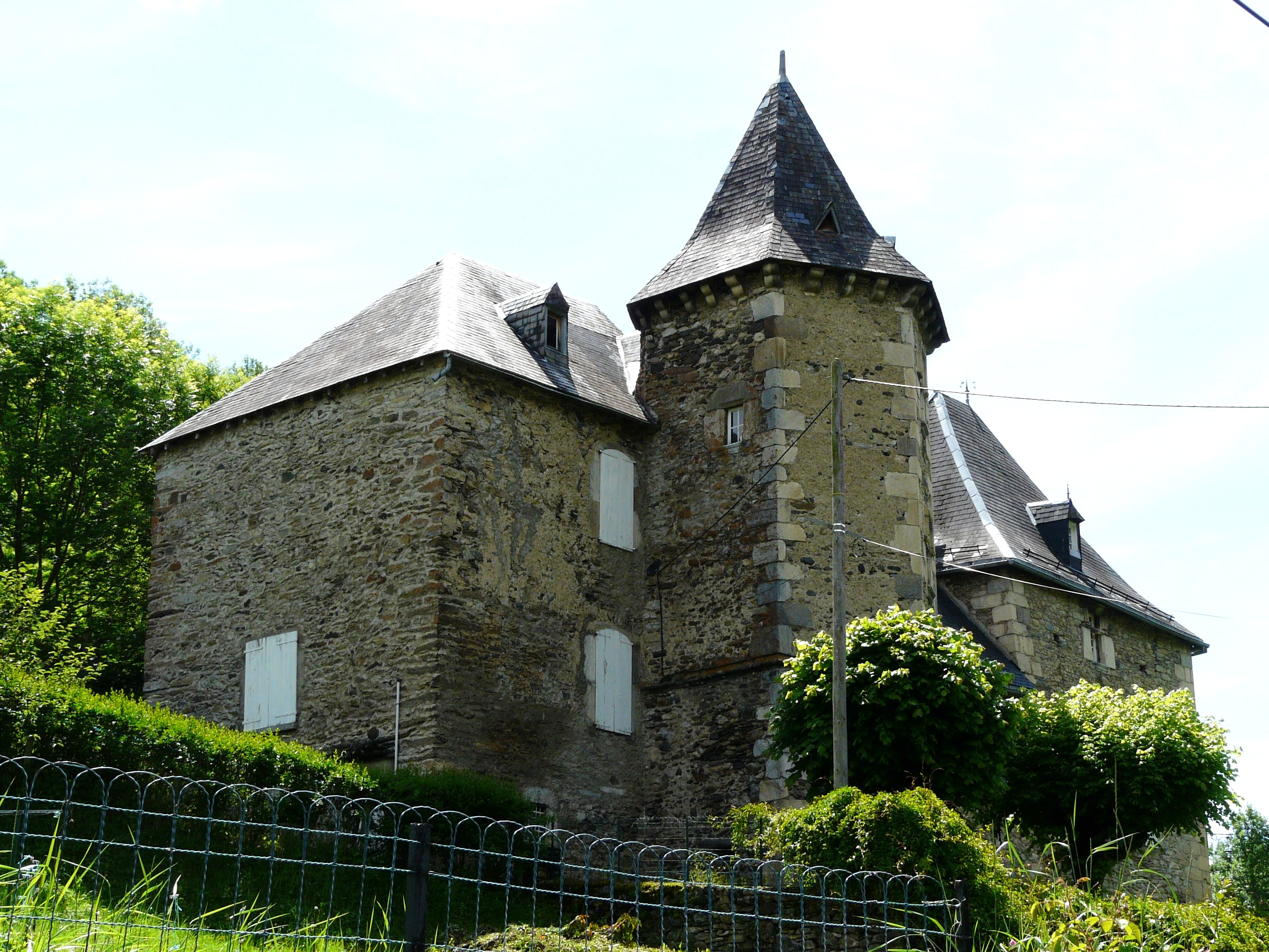
Le château vu depuis le nord-ouest.